# Gobiesox barbatulus
Gobiesox barbatulus är en fiskart som beskrevs av Starks, 1913. Gobiesox barbatulus ingår i släktet Gobiesox och familjen dubbelsugarfiskar. Inga underarter finns listade i Catalogue of Life.